# The Best of Deep Purple: Live in Europe
The Best of Deep Purple: Live in Europe uživo je album britanskog hard rock sastava Deep Purple, kojeg 2003. godine objavljuje diskografska kuća, 'Double Play'.
Ova uživo kompilacija sadrži nekoliko neobjavljenih Purpleovih skladbi u izvedbi postava 'Mark II, III i VII.

## Popis pjesama
1. "Smoke on the Water" (Mk. VII)
2. "Stormbringer" (Mk. III)
3. "Gypsy" (Mk. III)
4. "Burn" (Mk. III)
5. "Never Before" (Mk. II)
6. "Highway Star" (Mk. II)
7. "Strange Kind of Woman" (Mk. II)
8. "Into the Fire" (Mk. II)
9. "Speed King" (Mk. II)
10. "Child in Time" (Mk. II)
11. "Lucille" (Mk. II)
12. "Black Night" (Mk. II)

## Izvođači po postavama
- MK II: Ian Gillan, Ritchie Blackmore, Jon Lord, Roger Glover, Ian Paice
- MK III: David Coverdale, Ritchie Blackmore, Jon Lord, Glenn Hughes, Ian Paice
- MK VII: Ian Gillan, Steve Morse, Jon Lord, Roger Glover, Ian Paice